# Betamax

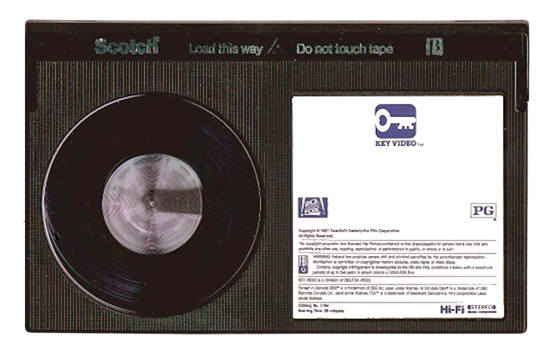
Betamax casete

Betamax, también conocido simplemente como Beta, fue un formato de vídeo analógico hoy descatalogado. Introducido por Sony el 10 de mayo de 1975, con el propósito de ser la alternativa en vídeo al clásico casete compacto de audio de Philips. Sony presentó al mercado su sistema de cinta de vídeo en color que permitía grabar programas de televisión, mientras el usuario veía otro canal al mismo tiempo. Su tamaño era más pequeño que su competencia VHS, de JVC. Betamax tenía una mejor calidad de imagen —unas 250 líneas de resolución horizontal— y también una mejor calidad de sonido. Por otro lado, el modelo de cinta VHS ofrecía más minutos que su rival, Betamax. Aunque llegó a existir un modelo de cinta Betamax L-1000, que ofrecía 2 horas en Beta I, 4 horas en Beta II y 6 horas en Beta III. Este fue poco común.
El sistema Betamax heredaba los detalles de diseño de dos formatos anteriores, la vídeograbadora de Sony (Videocorder) y el formato de vídeo profesional U-Matic, con lo que tendría una mecánica profesional muy cuidada con una vocación de vídeo aficionado, ofreciendo una mejor calidad de audio y un vídeo con más resolución y menos ruido.

## Cronología
Desde su lanzamiento, Sony ofreció para Betamax tecnologías que mejoraban su calidad y aumentaban sus prestaciones:
- En 1975 se presentó el videograbador junto con un televisor de gran tamaño (para la época) en una consola.

- En 1976 se ofreció el grabador como equipo separado y conectores para grabar desde cualquier fuente, como una cámara.

- En 1977 se reformuló la composición de la cinta y se introdujo un sistema sofisticado (para la época) de reducción de ruido en vídeo para permitir que Betamax tuviese dos horas de grabación, dado que Betamax fue diseñado (como todos los formatos de su tiempo) para dar una hora, pero eso resultó ser un inconveniente para el uso doméstico.

- En 1978 se ofreció un equipo opcional al videograbador para dotarlo de sonido digital calidad CD (compatible hasta con el SL-5000).

- En 1979 Betamax adquirió las funciones de búsqueda rápida (adelantar y retroceder rápidamente la cinta con imagen) llamada BetaScan y pausa con imagen.

- En 1980 Sony introdujo las funciones de búsqueda lenta y avance cuadro a cuadro (swingSearch) y dotó a su modelo SL-5800 de sonido estereofónico en pistas longitudinales (el modo más simple) con una calidad comparable a un casete compacto de audio.

- En 1981 se diseñaron los primeros modelos de inserción frontal con lo que la videocinta y todos los controles quedan frente al equipo; el primero fue el SL-5000.

- En 1982 apareció el nuevo mecanismo de enhebrado invertido y chasis simplificado, que permitía el diseño de equipos mucho más pequeños y ligeros. Con este mecanismo se construyó el Betamax portátil SL-2000 para la primera videocámara Betamax.

- En 1983 se introdujo el sonido estereofónico en pistas helicoidales de alta fidelidad (Beta Hi-Fi) en los modelos Sl-5200 y SL-2700.

- En 1984 se introdujo el nuevo juego de circuitos integrados de procesamiento de audio y vídeo que mejoran la calidad de las unidades y reducían el consumo de energía.

- En 1985 la banda de video del Betamax clásico estaba limitada a 3 MHz con lo que su definición (nitidez de imagen) era comparable con la televisión normal. El nuevo modo SuperBetamax con cabezales de entrehierro más fino y cintas de grano más pequeño (como la Super Avilin de TDK) permitía extender la banda útil de vídeo hasta los 4.0 MHz, que es el límite de calidad del sistema de televisión.

- En 1986 se introdujo el Betamax teatro del hogar, el mismo concepto de los modernos DVD con amplificador y altavoces.

- En 1988 el Betamax dispuso de efectos digitales para visualización y edición.

- En 1990 Sony presentó el último modelo de Betamax el SL-HF-2100 con control remoto interactivo que mostraba en su pantalla el estado del equipo y todas sus funciones.

- En 2015 Sony anunció oficialmente en su página web el fin de la producción de cintas vírgenes. Así lo recoge la BBC el 10 de noviembre en un reportaje de Zoe Kleinman y recoge la opinión del editor de video de la BBC, Pete Doherty: "es triste que los consumibles (cintas vírgenes) de un formato (de video) se extingan porque usted no podrá volver de nuevo (a usarlos)".[2][3]

## Descripción
Betamax es un formato de vídeo analógico diseñado para la norma estadounidense NTSC y luego adaptado para la europea PAL, en el que una cinta de 150 m de longitud (para una hora de duración) está alojada dentro de un cartucho de 16 × 9,6 × 2,5 cm en dos rollos. Para grabarla y leerla, la videograbadora saca del cartucho un tramo de cinta y la enhebra alrededor de tres cabezas: una para el sonido y control, otra en forma de cilindro de 7,5 cm de diámetro, también llamada tambor, para el vídeo, y por último una de borrado.
La velocidad de la cinta es de 4 cm/s para ßI (beta uno, la velocidad original), 2 cm/s para ßII y 1,333 cm/s para ßIII, logrando así aumentar el tiempo de grabación. El tambor, que sostiene dos pequeñas cabezas de vídeo, gira a 1800 rpm, haciendo por lo tanto pasar las cabezas sobre la cinta a una velocidad tangencial de unos 7 m/s.
La cinta tiene 12,65 mm de ancho, y es de un compuesto ferrocrómico de alta oblicuidad (fuerza de grabación). Se aprovecha un filtro electrónico de peine analógico y doble ángulo azimutal en sus cabezales giratorios de vídeo para reducir la interferencia de la señal de las pistas adyacentes y así no requerir bandas de protección (separación entre las pistas paralelas sobre las que se graba el vídeo) logrando una buena relación señal/ruido de 45 dB y obteniendo máxima densidad de grabación; de ahí su nombre Betamax (del japonés beta, tupido, denso).
El sonido puede ser estereofónico como en las cintas normales de audio, o de alta fidelidad analógico; incluso algunos modelos de Sony tenían sonido digital con calidad CD desde 1980.

## Funcionamiento
Este formato graba las señales de sonido, de video y de sincronización por separado sobre una cinta magnética que se desplaza a 4 cm/s en la velocidad original ßI. Para tal fin la cinta magnética se divide en tres áreas: una pista longitudinal de 1,05 mm de ancho para grabar el sonido, otra de 0,60 mm para la señal de sincronización y una pista central helicoidal de 10,2 mm para la señal de vídeo.
La pista de sonido recibe la señal de audio ecualizada apropiadamente y mezclada con un tono de 65 kHz para polarizarla.
La señal de sincronización se refiere a que en NTSC se transmiten 30 imágenes completas por segundo; éstas marcan el ritmo de grabación del sistema, pero en realidad cada imagen se divide en dos partes, de manera que en la pista de sincronización se graba un pulso positivo por cada primer campo de la imagen y uno negativo para el segundo campo, para un total de 30 pulsos positivos y 30 negativos por segundo.
La grabación del video es más compleja:
Primero la grabación y posterior lectura la realizan un par de cabezales muy pequeños montados en un disco que gira dentro del tambor de vídeo. Este arreglo permite tener una velocidad relativa de 7 m/s, de modo que el ancho de banda crece hasta los 7 MHz, con lo que es posible grabar el vídeo. Los cabezales se montan diametralmente opuestos y tienen 66 micrómetros de ancho, igual que la pista y un entrehierro de 0,8 mc.
La señal de color se graba simplemente como una señal de AM con la portadora convertida desde los 3,579 MHz hacia los 688 kHz con bandas laterales de 500 kHz.
La imagen en blanco y negro o monocromo sufre un proceso diferente: se ecualiza apropiadamente y se comprimen las frecuencias más altas, luego se usa para modular una portadora de FM, donde los pulsos de sincronismo (negro) quedan en 3,6 MHz y el máximo de blanco en 4,8 MHz, desarrollando bandas laterales entre 1,2 MHz y 7,4 MHz. Esta señal se aprovecha para polarizar la cinta para grabar la señal de color.
También se puede grabar sonido en estéreo y de alta fidelidad con portadoras de 1,3 MHz y 1,7 MHz moduladas en FM.
El equipo cuenta con un procesador de sincronismo analógico formado por dos PLL, detector de final de cinta y sensor de condensación.

## Historia

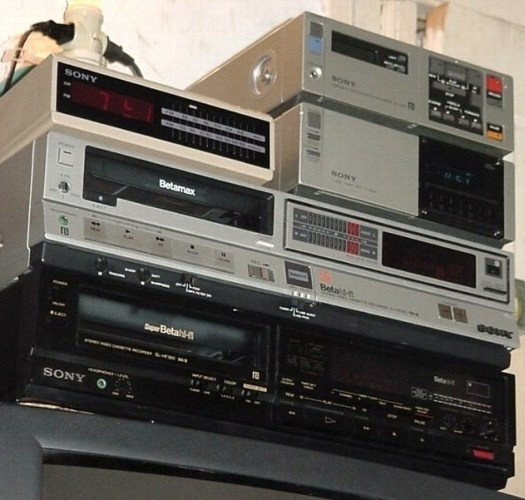
Videograbadores Betamax.

El formato pionero de Sony tuvo el mercado de la videograbación para él solo durante casi un año, hasta que se lanzó el formato VHS, creado por JVC y Matsushita (Panasonic), iniciándose una verdadera guerra de formatos. Betamax originalmente solo ofrecía una hora de grabación, mientras VHS (Video Home System) daba dos horas. Esa diferencia fue crucial. Con el tiempo se inició una guerra de precios por dominar el estándar. 
En 1979 Sony fue acusado de infringir el derecho de copia de los programas de televisión y películas, por Universal Studios y Disney. Consecuencia de todo, Sony comenzó a perder cuota de mercado. A principio de la década de 1980 era cercana al 25%, por lo que los distribuidores de películas pregrabadas comenzaron a hacer ajustes en sus líneas de productos.
Sony continuó desarrollando su tecnología al igual que JVC. Ambos sistemas, de calidad similar, eran incompatibles. Pero el hecho que realmente inclinó la balanza fue la avidez de Sony por obtener regalías de su invento, y las limitaciones técnicas que tenía el Betamax en su origen. Así, los reproductores Betamax eran caros y pesados, a causa de las complicaciones propias del estándar. Desde un inicio, JVC prefirió sacrificar dichas ganancias y abrir su estándar, las restricciones del Betamax llevaron a que en 1984 solo doce compañías lo apoyaran, contra los cuarenta fabricantes de reproductores VHS.
Por otra parte, ya en 1980 Sony había renunciado a la velocidad βI para eliminar la ventaja en tiempo de reproducción. La velocidad más alta de Betamax pasó a ser βII, con lo que la duración de las cintas finalmente fue de dos horas. Esto le permitió entrar de manera más competitiva al mercado de las películas pregrabadas, pero a costa de la anterior ventaja en calidad de imagen.
En 1984 Sony vendió 2'300.000 unidades de Betamax. Su competidor vendió tres veces esa cantidad. La carrera estaba perdida. En 1988 Sony admitió su derrota y anunció la producción de una línea de grabadoras en VHS. VHS tenía el 95% del mercado. El resultado, VHS se convertiría en el estándar durante los siguientes diez años.
Esta historia ha sido objeto de estudios y ha dejado algunas conclusiones importantes en la industria. Es conocida como "el caso Betamax".
Se ha dicho que Sony nunca dejó su licencia de Betamax, mientras que JVC licenció su tecnología a varias compañías. Pero se ha sabido que en realidad Sony sí intentó licenciar su tecnología. Por otro lado, efectivamente la cantidad de películas pregrabadas en formato Betamax era menor a la de VHS, pero solo una vez que comenzó a perder participación de mercado.
En 2015, dejan de producirse cintas vírgenes de Betamax, por lo que Betamax muere al dejar de producirse aunque algunos siguen vendiendo lo que queda de stock. En el ámbito profesional era el medio clásico para hacer cortometrajes por amateurs y estudiantes de las artes de cine, debido principalmente a su bajo precio, hasta la masificación del sistema digital miniDV.
No obstante, el Betacam, su "primo" profesional, sigue vigente.

## Polémica con losDVD
Al principio de la aparición de los DVD surgió la polémica comercial de que títulos de cine antiguos se estaban vendiendo como alta calidad cuando solo era cambio de formato, porque como se ha dicho antes, el Betamax ofrecía más líneas de resolución que el VHS, pero no tantas como las que ofrece el sistema de DVD. Por eso se está usando la versión en Betamax de viejos títulos grabada en DVD, pasando por unos ínfimos filtros gráficos y escasas remasterizaciones o dejando aparte sin usar el original de la película (supuestamente más calidad). Pero por el contrario estas baratas remasterizaciones no influyen en el precio final al consumidor, que paga lo mismo que por remasterizaciones de calidad, y no disfruta de una óptima calidad de su película favorita.
Si se tienen películas caseras es posible transferirlas a DVD, gracias a las compañías especializadas en conversión de formato analógico a digital.